# ویلیام ال. لارنس
ویلیام ال. لارنس (انگلیسی: William L. Laurence؛ زاده ۷ مارس ۱۸۸۸ درگذشته ۱۹ مارس ۱۹۷۷) یک خبرنگار یهودی تبار اهل ایالات متحده آمریکا بود. از او بیشتر به خاطر فعالیت هایش در نیویورک تایمز یاد می شود.